# Lijst van PlayStation Eye-spellen
Dit is een lijst van spellen die te spelen zijn of ondersteuning krijgen van de PlayStation Eye op de PlayStation 3. Zowel uitgebrachte en onuitgebrachte spellen staan hier op alfabetische volgorde:
| Titel                                         | Jaar | Uitgever              | Genre                   |
| --------------------------------------------- | ---- | --------------------- | ----------------------- |
| Aqua Vita                                     |      |                       |                         |
| Aquatopia                                     | 2007 | Sony Computer         | Simulatiespel           |
| Bomberman Ultra                               | 2009 | Hudson Soft           | Actiespel               |
| Burnout Paradise                              | 2008 | Electronic Arts       | Racespel                |
| Buzz! Quiz TV                                 | 2008 | Sony Computer         | Partyspel               |
| Def Jam Rapstar                               | 2010 | Konami                | Muziekspel              |
| Dungeon Twister                               | 2012 | Hydravision           | Bordspel                |
| Ember                                         |      |                       |                         |
| Eye of Judgment, the                          | 2007 | Sony Computer         | Kaartspel               |
| Eyedentify                                    |      |                       |                         |
| EyePet                                        | 2009 | Sony Interactive      | Simulatiespel           |
| Gran Turismo 5                                | 2010 | Sony Computer         | Racespel                |
| High Stakes on the Vegas Strip: Poker Edition | 2007 | Sony Online           | Strategiespel           |
| Kung Fu Live                                  | 2010 | Virtual Air Guitar    | Actiespel               |
| LittleBigPlanet                               | 2008 | Sony Computer         | Avonturenspel           |
| Michael Jackson: The Experience               | 2010 | Ubisoft               | Actiespel               |
| Need for Speed: Hot Pursuit                   | 2010 | Electronic Arts       | Racespel                |
| Operation Creature Feature                    | 2007 | Sony Computer         | Actiespel               |
| PES 2008                                      | 2007 | Konami                | Sportspel               |
| PES 2009                                      | 2008 | Konami                | Sportspel               |
| PES 2010                                      | 2009 | Konami                | Sportspel               |
| PES 2011                                      | 2010 | Konami                | Sportspel               |
| SingStar                                      | 2007 | Sony Computer         | Muziekspel              |
| SingStar Guitar                               | 2010 | Sony Computer         | Muziekspel              |
| SingStar: Vol. 2                              | 2008 | Sony Computer         | Muziekspel              |
| Sky Blue                                      |      |                       |                         |
| Snakeball                                     |      |                       |                         |
| Tiger Woods PGA Tour 08                       | 2007 | Electronic Arts       | Sportspel Simulatiespel |
| Tom Clancy's Rainbow Six: Vegas 2             | 2008 | Ubisoft               | Actiespel               |
| Tori-Emaki                                    |      |                       |                         |
| Trials of Topoq, the                          |      |                       |                         |
| Yoostar 2: In The Movies                      | 2011 | Yoostar Entertainment | Muziekspel              |